# Circolo Nautico Posillipo 2013-2014

## Rosa
| N° |                   | Ruolo | Giocatore          |
| -- | ----------------- | ----- | ------------------ |
| 1  | Italia (bandiera) | P     | Gianluca Cappuccio |
| 13 | Italia (bandiera) | P     | Tommaso Negri      |
|    | Italia (bandiera) | P     | Manrico Pirone     |
| 4  | Italia (bandiera) | D     | Gianluigi Foglio   |
| 14 | Italia (bandiera) | D     | Elio Russo         |
|    | Italia (bandiera) | D     | Stefano Mauro      |
|    | Italia (bandiera) | D     | Andrea Criscuolo   |
| 11 | Italia (bandiera) | CB    | Jacopo Mandolini   |
| 5  | Italia (bandiera) | D     | Giuliano Mattiello |

| N° |                       | Ruolo | Giocatore               |
| -- | --------------------- | ----- | ----------------------- |
| 7  | Italia (bandiera)     | D     | Vincenzo Renzuto Iodice |
| 3  | Italia (bandiera)     | D     | Simone Rossi            |
| 10 | Italia (bandiera)     | D     | Zeno Bertoli            |
| 12 | Italia (bandiera)     | CV    | Paride Saccoia          |
| 6  | Montenegro (bandiera) | CV    | Aleksandar Radović      |
|    | Italia (bandiera)     | CV    | Pasquale Nina           |
| 2  | Italia (bandiera)     | A     | Vincenzo Dolce          |
| 8  | Italia (bandiera)     | A     | Valentino Gallo         |
| 9  | Montenegro (bandiera) | CB    | Filip Klikovac          |

- Allenatore: Bruno Cufino
- Medico Sociale: Maurizio Marassi
- Preparatore Atletico: Dino Sangiorgio
- Fisioterapista: Giancarlo Colonna

## Risultati

### Serie A1

#### Girone di andata
| Arbitri: | Ercoli Lo Dico |

|                                                                |           |                                                   |
| Bini: 2 Brancatello, Coppoli, A. Di Fulvio, Eskert, Sindone: 1 | Marcatori | 2: Bertoli, Klikovac, Mattiello, Radović 1: Rossi |

| Arbitri: | Paoletti Riccitelli |

|                                              |           |                                                                    |
| Gallo, Radović: 2 Bertoli, Renzuto, Rossi: 1 | Marcatori | 2: Di Costanzo, Luongo 1: Gambacorta, Mattiello, Petković, Sadovyy |

| Arbitri: | Colombo Ricciotti |

|                                                          |           |                                                                       |
| Madaras: 4 Aicardi: 3 Felugo, Figari, Figlioli, Gitto: 1 | Marcatori | 2: Mandolini 1: Bertoli, Gallo, Klikovac, Mattiello, Radović, Renzuto |

| Arbitri: | Petronilli Severo |

|                                                                        |           |                                                     |
| Renzuto: 3 Radović: 2 Bertoli, Dolce, Foglio, Gallo, Rossi, Saccoia: 1 | Marcatori | 3: Steardo 2: Tomašić 1: Astarita, Beltrame, Mascia |

| Arbitri: | Gomez Rovida |

|                                                        |           |                                            |
| Brguljan: 3 Baraldi, Primorac: 2 Buonocore, Velotto: 1 | Marcatori | 4: Gallo, Klikovac 3: Radović 1: Mattiello |

| Arbitri: | Paoletti Ricciotti |

|                                                                      |           |                                                         |
| Gallo: 4 Foglio, G. Mattiello, Radović: 2 Dolce, Mandolini, Rossi: 1 | Marcatori | 3: Priolo 2: Acosta 1: Giordano, Messina, Nunome, Oneto |

| Arbitri: | Bianco Savarese |

|                                                                                  |           |                                                                                     |
| A. Calcaterra, Vittorioso: 3 Matović: 2 Di Rocco, Gianni, Colosimo, Maddaluno: 1 | Marcatori | 4: Radović 2: Gallo, Bertoli, Saccoia 1: G. Mattiello, Renzuto, Klikovac, Mandolini |

| Arbitri: | Bianchi Navarra |

|                                                               |           |                                                                     |
| Renzuto: 4 Gallo, Klikovac, G. Mattiello: 2 Rossi, Saccoia: 1 | Marcatori | 3: Lanzoni 2: Bruni 1: Camilleri, A. Di Somma, E. Di Somma, Vergano |

| Arbitri: | Caputi Petronilli |

|                                                                  |           |                              |
| G. Mattiello: 3 Gallo: 2 Mandolini, Radović, Renzuto, Saccoia: 1 | Marcatori | 3: Alesiani, Elez 2: Deserti |

| Arbitri: | Brasiliano Piano |

|                                          |           |                                      |
| Nora: 3 Bodegas, F. Di Fulvio, Molina: 1 | Marcatori | 2: Gallo, Radović 1: Dolce, Klikovac |

| Arbitri: | Navarra Riccitelli |

|                                                     |           |                                            |
| G. Mattiello: 2 Bertoli, Gallo, Radović, Saccoia: 1 | Marcatori | 3: Foti 1: Cesini, Gaffuri, Hrošík, Jelača |

#### Girone di ritorno
| Arbitri: | Castagnola Rovida |

|                                                                             |           |                                                 |
| Klikovac, Radović: 3 Rossi, Saccoia: 2 Bertoli, Dolce, Foglio, Mandolini: 1 | Marcatori | 2: Bini 1: Borella, Coppoli, Dani, A. Di Fulvio |

| Arbitri: | D. Bianco L. Bianco |

|                                                  |           |                                                                       |
| Di Costanzo, Drašković, Petković: 2 ScottG. i: 1 | Marcatori | 2: Gallo, Radović, Renzuto 1: Foglio, Klikovac, G. Mattiello, Saccoia |

| Arbitri: | Caputi Lo Dico |

|                     |           |                                                               |
| Radović, Renzuto: 1 | Marcatori | 3: Felugo 2: Aicardi, Figlioli 1: Giorgetti, N. Gitto, Ivović |

| Arbitri: | Riccitelli Piano |

|                               |           |                                         |
| Astarita, Russo: 2 Tomašić: 1 | Marcatori | 4: Radović 2: Gallo, Renzuto 1: Saccoia |

| Arbitri: | Pinato Savarese |

|                                            |           |                                                                      |
| Radović: 4 Klikovac: 3 Gallo: 2 Renzuto: 1 | Marcatori | 2: Brguljan, Velotto 1: Buonocore, Esposito, Parisi, Primorac, Ronga |

| Arbitri: | Bianco Fusco |

|                                       |           |                                                                                                |
| Nunome: 2 Generini, Hazui, Pesenti: 1 | Marcatori | 3: Radović 2: Foglio, Renzuto, E. Russo 1: Bertoli, Dolce, Klikovac, Mandolini, Rossi, Saccoia |

| Arbitri: | Brasiliano Castagnola |

|                                                                        |           |                                                                |
| Klikovac, G. Mattiello, Renzuto: 2 Bertoli, Radović, Rossi, Saccoia: 1 | Marcatori | 3: A. Calcaterra 2: Africano, Leporale 1: Colosimo, Vittorioso |

| Arbitri: | Lo Dico Taccini |

|                                                                 |           |                                                              |
| Lanzoni: 3 E. Di Somma: 2 Boero, Bruni, A. Di Somma, Fabiano: 1 | Marcatori | 2: Foglio, G. Mattiello, Radović 1: Dolce, Klikovac, Renzuto |

| Arbitri: | Colombo Severo |

|                                                                          |           |                                                        |
| Elez: 5 G. Fiorentini: 3 Alesiani: 2 Agostini, Fulcheris, Mistrangelo: 1 | Marcatori | 2: Klikovac 1: G. Mattiello, Radović, Renzuto, Saccoia |

| Arbitri: | Caputi Pinato |

|                                                                   |           |                                                                             |
| Radović, Renzuto: 2 Dolce, Foglio, Klikovac, E. Russo, Saccoia: 1 | Marcatori | 3: Rizzo 2: Molina 1: F. Di Fulvio, Giorgi, Napolitano, Nora, C. Presciutti |

| Arbitri: | Brasiliano Collantoni |

|                                                    |           |                                                             |
| Hrošík, Jelača, Susak: 2 Cesini, Ferraris, Foti: 1 | Marcatori | 6: Radović 1: Bertoli, Foglio, Klikovac, Mandolini, Saccoia |

#### Playoff - Quarti di finale
| Arbitri: | Gomez Pascucci |

|                                                      |           |                                                     |
| Baraldi: 3 Morelli: 2 Esposito, Primorac, Velotto: 1 | Marcatori | 3: Mandolini, Radović 2: Dolce 1: Klikovac, Renzuto |

| Arbitri: | Calabrò Severo |

|                                                                        |           |                                          |
| Klikovac, Mandolini, Renzuto, Saccoia: 2 Dolce, Gallo, G. Mattiello: 1 | Marcatori | 2: Brguljan 1: Parisi, Primorac, Velotto |

#### Playoff - Semifinali
| Arbitri: | Severo Taccini |

|                                                                                 |           |                            |
| Bodegas, F. Di Fulvio, Molina, C. Presciutti, Rizzo: 3 Napolitano, Valentino: 1 | Marcatori | 2: Bertoli, Gallo, Renzuto |

| Arbitri: | Paoletti Bianchi |

|                                                              |           |                                                   |
| Radović: 3 Renzuto: 2 Bertoli, Gallo, Klikovac, Mandolini: 1 | Marcatori | 3: Molina, Rizzo 2: Nora 1: Bodegas, F. Di Fulvio |

#### Playoff - Finale 3º posto
| Arbitri: | Colombo Taccini |

|                                                        |                      |                                                                |
| Foglio, Gallo, Mandolini, Radović, Renzuto, Saccoia: 1 | Marcatori            | 2: G. Fiorentini 1: Agostini, Alesiani, Fulcheris, Mistrangelo |
| G. Mattiello Gallo Radović Klikovac                    | Tiri di rigore 3 – 0 | Deserti Mistrangelo Damonte                                    |

| Arbitri: | Lo Dico Paoletti |

|                                                                     |           |                                          |
| Elez: 3 Damonte: 2 G. Bianco, J. Colombo, Deserti, G. Fiorentini: 1 | Marcatori | 6: Radović 2: Saccoia 1: Gallo, Klikovac |

### Coppa Italia

#### Prima fase
| Arbitri: | Petronilli Ceccarelli |

|                                                                    |           |                                                                 |
| Gallo: 3 Dolce, Renzuto: 2 Foglio, Klikovac, Mandolini, Radović: 1 | Marcatori | 1: Bruni, Camilleri, A. Di Somma, E. Di Somma, Lanzoni, Vergano |

| Arbitri: | Petronilli Pascucci |

|                                                                                          |           |                                                         |
| Gallo: 3 Mandolini, Mattiello, Saccoia: 2 Bertoli, Foglio, Klikovac, Radović, Renzuto: 1 | Marcatori | 5: Vittorioso 4: A. Calcaterra 3: Leporale 1: Maddaluno |

| Arbitri: | Lo Dico Pascucci |

|                        |           |                                                                                  |
| Brguljan, Buonocore: 3 | Marcatori | 3: Mattiello 2: Klikovac, Russo, Saccoia 1: Bertoli, Dolce, Foglio, Gallo, Rossi |

#### Seconda fase
| Arbitri: | Collantoni Centineo |

|                                                    |           |                                                             |
| Bodegas: 5 Molina, C. Presciutti, N. Presciutti: 1 | Marcatori | 2: Saccoia 1: Foglio, Klikovac, Mandolini, Radović, Renzuto |

| Arbitri: | Bianchi Centineo |

|                                                       |           |                                           |
| Saccoia: 4 Bertoli: 3 Klikovac: 2 Mandolini, Rossi: 1 | Marcatori | 3: A. Di Fulvio 1: Eskert, Gobbi, Martini |

| Arbitri: | Bianchi Collantoni |

|                                                 |           |                                            |
| Radović, Renzuto: 2 Bertoli, Gallo, Klikovac: 1 | Marcatori | 2: Damonte, Deserti, Elez 1: G. Fiorentini |

#### Final Four
La Final Four si è disputata interamente a Brescia.
| Arbitri: | Paoletti Riccitelli |

|                                                                                                   |           |                       |
| Aicardi, Fondelli, Giacoppo, Lapenna: 2 Felugo, Figlioli, Giorgetti, N. Gitto, Ivović, Joković: 1 | Marcatori | 4: Radović 3: Renzuto |

| Arbitri: | Ceccarelli Paoletti |

|                                                                      |           |                                                              |
| Radović: 4 Bertoli, Mandolini: 3 Dolce, Renzuto, Saccoia: 2 Rossi: 1 | Marcatori | 3: Bruni 2: Lanzoni 1: Boero, A. Di Somma, Gavazzi, Marziali |

### LEN Euro Cup

#### Turno di qualificazione
Quattro gruppi da quattro squadre ciascuno (cinque nel gruppo C): si qualificano ai quarti di finale le prime due di ciascun gruppo. Il Posillipo è incluso nel gruppo B, come squadra ospitante del concentramento, piazzandosi al primo posto e qualificandosi ai quarti di finale.
| Arbitri: | Thomas Schlünz Sergio Galindo |

|                                                                         |           |                                                |
| Radović: 3 Bertoli, Mattiello: 2 Dolce, Klikovac, Mandolini, Renzuto: 1 | Marcatori | 2: Teohari 1: Barbarić, Giuclea, Popescu, Robu |

| Arbitri: | Balázs Székely Thomas Schlünz |

|                                                    |           |                                                                         |
| Gallo: 4 Mattiello, Renzuto, Saccoia: 2 Radović: 1 | Marcatori | 4: Lazarev 2: Ashaev 1: Agarkov, Latypov, Lisunov, Rekečinskij, Yurchik |

| Arbitri: | Balázs Székely Sergio Galindo |

|                                                |           |                                             |
| Gallo, Klikovac: 3 Foglio, Radović: 2 Rossi: 1 | Marcatori | 2: Heinrich, Peisson, Vlahović 1: Saudadier |

#### Quarti di finale
| Arbitri: | Oriol Jaumandreu Robert Tiozzo |

|                                                                                 |           |                                                   |
| Gallo: 3 G. Mattiello, Radović: 2 Bertoli, Foglio, Mandolini, Rossi, Saccoia: 1 | Marcatori | 3: Almuzara 2: Delaš 1: Devemy, Fournier, Kujačić |

| Sète 18 dicembre 2013, ore 20:00 CET Ritorno                                                                                        | Sète      | 5 – 9 (2 – 3, 0 – 2, 2 – 2, 1 – 2) referto                  | Posillipo | Centro balneario Raoul-Fonquerne |
| \| \| \| \| \| Guyon: 2 Fournier, Lothmann, Noyon: 1 \| Marcatori \| 2: Klikovac, Radović, Saccoia 1: Dolce, G. Mattiello, Rossi \| |           |                                                             |           |                                  |
| |           |                                                             |           |                                  |
| Guyon: 2 Fournier, Lothmann, Noyon: 1                                                                                               | Marcatori | 2: Klikovac, Radović, Saccoia 1: Dolce, G. Mattiello, Rossi |           |                                  |

#### Semifinali
| Arbitri: | Adrian Tiberiu Alexandrescu Michail Skalochoritis |

|                                                                             |           |                                                               |
| I. Milaković: 2 Bukić, Lončar, Martinić, K. Milaković, Pisk, D. Živković: 1 | Marcatori | 2: G. Mattiello, Saccoia 1: Foglio, Mandolini, Radović, Rossi |

| Arbitri: | Xavier Buch Erkan Türkkan |

|                                                |           |                                                                          |
| Renzuto: 3 Saccoia: 2 G. Mattiello, Radović: 1 | Marcatori | 3: D. Živković 2: Bukić, Lončar 1: I. Milaković, K. Milaković, Vukičević |

## Statistiche

### Statistiche di squadra
- Statistiche aggiornate al 14 maggio 2014.
- I tiri di rigore di Gara 1 della finale per il 3º posto contro Savona non sono conteggiati.

| Competizione | Punti | In casa | In casa | In casa | In casa | In casa | In casa | In trasferta | In trasferta | In trasferta | In trasferta | In trasferta | In trasferta | Neutro | Neutro | Neutro | Neutro | Neutro | Neutro | Totale | Totale | Totale | Totale | Totale | Totale | DR  |
| Competizione | Punti | G       | V       | N       | P       | Gf      | Gs      | G            | V            | N            | P            | Gf           | Gs           | G      | V      | N      | P      | Gf     | Gs     | G      | V      | N      | P      | Gf     | Gs     | DR  |
| ------------ | ----- | ------- | ------- | ------- | ------- | ------- | ------- | ------------ | ------------ | ------------ | ------------ | ------------ | ------------ | ------ | ------ | ------ | ------ | ------ | ------ | ------ | ------ | ------ | ------ | ------ | ------ | --- |
| Serie A1     | 44    | 11      | 7       | 0       | 4       | 103     | 93      | 11           | 7            | 2            | 2            | 109          | 93           | 0      | 0      | 0      | 0      | 0      | 0      | 22     | 14     | 2      | 6      | 212    | 186    | +26 |
| Playoff      | -     | 3       | 1       | 1       | 1       | 26      | 21      | 3            | 2            | 0            | 1            | 26           | 34           | 0      | 0      | 0      | 0      | 0      | 0      | 6      | 3      | 1      | 2      | 52     | 55     | -3  |
| Coppa Italia | -     | 0       | 0       | 0       | 0       | 0       | 0       | 1            | 0            | 0            | 1            | 7            | 8            | 7      | 5      | 1      | 1      | 81     | 61     | 8      | 5      | 1      | 2      | 88     | 69     | +19 |
| Euro Cup     | -     | 5       | 3       | 1       | 1       | 52      | 42      | 2            | 1            | 1            | 0            | 17           | 13           | 0      | 0      | 0      | 0      | 0      | 0      | 7      | 4      | 2      | 1      | 69     | 55     | +14 |
| Totale       | -     | 19      | 11      | 2       | 6       | 181     | 156     | 17           | 10           | 3            | 4            | 159          | 148          | 7      | 5      | 1      | 1      | 81     | 61     | 43     | 26     | 6      | 11     | 422    | 365    | +57 |

### Classifica marcatori
| Tot. | Giocatore               | A1 | CI | EC |
| ---- | ----------------------- | -- | -- | -- |
| 87   | Aleksandar Radović      | 62 | 13 | 12 |
| 51   | Valentino Gallo         | 33 | 8  | 10 |
| 49   | Vincenzo Renzuto Iodice | 32 | 11 | 6  |
| 45   | Filip Klikovac          | 31 | 8  | 6  |
| 41   | Paride Saccoia          | 20 | 12 | 9  |
| 36   | Giuliano Mattiello      | 21 | 5  | 10 |
| 27   | Zeno Bertoli            | 15 | 9  | 3  |
| 26   | Jacopo Mandolini        | 15 | 8  | 3  |
| 20   | Gianluigi Foglio        | 12 | 4  | 4  |
| 17   | Vincenzo Dolce          | 10 | 5  | 2  |
| 16   | Simone Rossi            | 9  | 3  | 4  |
| 5    | Elio Russo              | 3  | 2  | 0  |